# Връховина (община Соколац)
Връховина (на сръбски: Врховина) е село в Босна и Херцеговина, разположено в община Соколац, в ентитета на Република Сръбска. Намира се на 1020 метра надморска височина. Населението му според преброяването през 2013 г. е 37 души, от тях: 35 (94,59 %) сърби, 2 (5,40 %) хървати.

## Население
Численост на населението според преброяванията през годините:
- 1961 – 147 души
- 1971 – 125 души
- 1981 – 64 души
- 1991 – 36 души
- 2013 – 37 души